# CD63
CD63 (англ. Cluster of Differentiation 63) — мембранный белок, гликопротеин из семейства тетраспанинов. Белок ассоциирован с ранними этапами развития меланомы.

## Функции
CD63 может играть роль в регуляции роста. Кроме этого, ассоциирован с начальными этапами развития меланомы.

## Структура
CD63 состоит из 237 аминокислот, молекулярная масса — 25,6 кДа.  Молекула содержит 4 трансмембранных участков, причём оба N- и C-терминальные концы белка локализованы в цитозоле, два внеклеточных фрагмента из 19 и 101 аминокислоты, последний из которых содержит участки N-гликозилирования.
Взаимодействует с CD117 и CD82.

## Тканевая специфичность
Экспрессируется в гематопоэтических клетках, в тканевых макрофагах. 

## Клеточная локализация
Присутствует в тельцах Вайбеля — Паладе эндотелиальных клеток и в альфа-гранулах тромбоцитов.
Как и другие тетраспанины находится на особых тетраспанин-обогащённых микродоменах клеточной мембраны, а также в эндосомах и лизосомах.
Использование
Определение CD63 используют для  диагностики аллергии в CAST-тесте (тест клеточной антигенной стимуляции). Дело в том, что при попадании аллергена в организм, он связывается с IgE на поверхности базофилов. Базофилы активируются и внутриклеточные компоненты лизосом, содержащие трансмембранный протеин CD63, прилипают к клеточной мембране и таким образом экспрессируют CD63 на внешней поверхности базофила. При проведении теста к суспензии лейкоцитов больного добавляют предположительный аллерген, после чего исследуют экспрессию CD63 на клетках методом проточной цитометрии. 